# Debbie Lesko
Debbie Lesko le 14 novembre 1958, est une femme politique américaine, membre du Parti républicain. De 2018 à 2025, elle est membre de la Chambre des représentants des États-Unis pour l'Arizona.

## Biographie
Debbie Lesko est élue à la Chambre des représentants de l'Arizona de 2009 à 2015, puis au Sénat de l'État à partir de 2015. Elle y représente une circonscription autour de Peoria.
Après la démission de Trent Franks, Lesko se présente à la Chambre des représentants des États-Unis dans le 8e district de l'Arizona, au nord-ouest de Phoenix. Elle remporte la primaire républicaine avec 35,8 % des voix, devant le président du Parti républicain de l'Arizona Phil Lovas (23,9 %) et le sénateur Steve Montenegro (23,8 %), soutenu par le sortant mais touché par un scandale de mœurs,. Elle devient alors la favorite dans une circonscription qui a voté à 58 % pour Donald Trump en 2016 et à 62 % pour Mitt Romney en 2012. Le 24 avril 2018, elle est élue représentante avec 52,6 % des suffrages face à la démocrate Hiral Tipirneni. En novembre 2018, lors de l'élection générale, elle est élue pour un mandat complet devançant cette fois-ci Tipirneni de 10 points. Elle est facilement réélue en 2020 et 2022.
En octobre 2023, Debbie Lesko annonce son intention de ne pas se représenter en 2024, citant son souhait de passer davantage de temps auprès de sa famille. Elle reste toutefois localement engagée en politique, puisqu'elle est élue au Conseil des superviseurs du comté de Maricopa pour le district no 4 en novembre 2024.